# Polinomi d'Alexander
El polinomi d'Alexander (també anomenat polinomi d'Alexander-Conway) és un invariant per nusos en forma de polinomi d'una variable. Fou descobert en 1923 pel matemàtic James W. Alexander.

## Definició formal

### Definició tradicional
Sigui K un nus a la 3-esfera i sigui X el revestiment cíclic infinita del complementari de K. Aquest revestiment pot obtenir-se tallant el complementari del nus al llarg de la superfície de Seifert de K i enganxant-ne infinitament les còpies de la varietat resultant amb frontera de manera cíclica. Hi ha una transformació del revestiment t actuant en X. Considerem la primera homologia (de coeficients enters) de X, {\displaystyle H_{1}(X)}. La transformació t actua en l'homologia, per tant podem considerar {\displaystyle H_{1}(X)} un mòdul sobre {\displaystyle \mathbb {Z} [t,t^{-1}]}. És l'anomenat invariant d'Alexander o mòdul d'Alexander.
Aquest mòdul és finitament representable. La matriu que representa el mòdul s'anomena matriu d'Alexander. Si el nombre de generadors, r, és menor o igual al nombre de relacions, s, aleshores considerem l'ideal generat per tot r per r menors de la matriu; aquest és el 0è ideal de Fitting o ideal d'Alexander i no depèn de l'elecció de la representació. Si r és major que s, fixem l'ideal 0. Si l'ideal d'Alexander és principal, en prenem un generador; és el polinomi d'Alexander del nus. Com que és únic només llevat productes pel monomi de Laurent {\displaystyle \pm t^{n}}, se'n fixa com forma normalitzada la que té terme independent positiu.
Alexander va demostrar que l'ideal que porta el seu nom és diferent de zero i sempre principal. Per tant, el polinomi d'Alexander sempre existeix i és clarament un invariant per nusos, que es denota com {\displaystyle \Delta _{K}(t)}.

### Definició de Conway
En 1969 el matemàtic John Conway, a partir de les relacions de Skein, trobà una definició equivalent del polinomi d'Alexander que en facilita el càlcul. Siguin L+, L- i L0 tres nusos que difereixen només en un creuament segons la següent figura:
Aleshores, el polonomi d'Alexander es pot definir a partir de les equacions
{\displaystyle \Delta _{O}=1}
{\displaystyle \Delta _{L_{+}}-\Delta _{L_{-}}+(t^{1/2}-t^{-1/2})\Delta _{L_{0}}=0}
on O és el nus trivial.
Aquesta definició no només facilita el càlcul manual del polinomi, sinó que pot usar-se en computació.

## Característiques
La característica principal del polinomi d'Alexander, que és la que el fa interessant i invariant de nusos, és el fet que és invariant per moviments de Reidemeister. Ara bé, no existeix una relació unívoca entre nusos i els polinomis d'Alexander (dos nusos diferents poden tenir el mateix polinomi d'Alexander, com passa amb les reflexions de mirall d'alguns nusos). És a dir, sigui K₂ un nus definit com la reflexió emmirallada d'un nus K1, i sigui {\displaystyle \Delta _{K}(t)} el polinomi d'Alexander en t d'un nus K, en general {\displaystyle \Delta _{K_{1}}(t)=\Delta _{K_{2}}(t)} (cosa que no passa amb altres invariants polinòmics per nusos).
Una propietat directa per definició del polinomi d'Alexander és que, normalitzat per la seva variable de manera que tingui un terme de grau 0, compleix {\displaystyle \Delta (t)=\Delta (t^{-1})} i que {\displaystyle \Delta (1)=\Delta (-1)}.